# Глушков Микола Тимофійович
Микола Тимофійович Глушков (нар. 20 грудня 1918, село Холодна Ключевської волості Котельницького повіту Вятської губернії, тепер Шабалінського району Кіровської області, Російська Федерація — 1 листопада 1999, місто Москва) — радянський державний діяч, голова Державного комітету СРСР із цін. Член Центральної Ревізійної комісії КПРС у 1976—1986 роках. Кандидат у члени ЦК КПРС у 1986—1989 роках. Депутат Верховної Ради СРСР 10—11-го скликань. Кандидат економічних наук (1966).

## Життєпис
Народився 20 грудня 1918 (за деякими даними — 1921) року в селянській родині. У 1932—1933 роках — рахівник хімліспромартілі.
У 1933—1936 роках — учень Сарапульского фінансово-економічного технікуму.
У 1936—1937 роках — старший бухгалтер, у 1937—1940 роках — головний бухгалтер в системі споживспілки.
У 1940—1941 роках — старший ревізор комбінату «Сєверонікель» міста Мончегорська Мурманської області.
У 1941—1944 роках — заступник головного бухгалтера, в 1944—1946 роках — головний бухгалтер, у 1946—1949 роках — начальник фінансового відділу Норильського гірничо-металургійного комбінату.
Член ВКП(б) з 1945 року.
У 1949—1952 роках — начальник фінансового відділу Головного управління «Єнісейбуд».
У 1952—1957 роках — директор гірничопромислового управління Міністерства кольорової металургії СРСР.
У 1956 році закінчив Всесоюзний заочний юридичний інститут.
У 1957—1960 роках — начальник відділу, начальник фінансово-економічного управління, в 1960—1963 роках — заступник голови, в 1963—1965 роках — 1-й заступник голови Ради народного господарства (раднаргоспу) Красноярського економічного адміністративного району.
У 1965—1966 роках — начальник управління, у 1966—1973 роках — начальник головного планово-економічного управління міністерства кольорової металургії СРСР.
У 1973—1975 роках — заступник міністра кольорової металургії СРСР.
21 серпня 1975 — 5 липня 1978 року — голова Державного комітету цін Ради міністрів СРСР. 5 липня 1978 — 15 серпня 1986 року — голова Державного комітету СРСР із цін.
З серпня 1986 року — персональний пенсіонер союзного значення в Москві.
Помер 1 листопада 1999 року в Москві. Похований на Кунцевському цвинтарі.

## Нагороди і звання
- орден Леніна
- орден Трудового Червоного Прапора
- орден «Знак Пошани»
- орден Червоної Зірки
- медалі